# Die Känguru-Verschwörung
Die Känguru-Verschwörung ist eine deutsche Filmkomödie der Regisseure Marc-Uwe Kling und Alexander Berner, die am 25. August 2022 in die deutschen Kinos kam. Es handelt sich um eine Fortsetzung zu Die Känguru-Chroniken (2020) und ist wie der Vorgängerfilm keine direkte Adaption der Buchreihe Die Känguru-Chroniken. In den Hauptrollen sind Kling, Dimitrij Schaad und Petra Kleinert zu sehen.

## Handlung
Als ein Date zwischen Marc-Uwe und Maria im Dunkelrestaurant durch das Känguru ein frühes Ende findet, sieht der Kleinkünstler kaum noch Möglichkeiten, mit seiner Nachbarin zusammenzukommen. Als letzte Chance schlägt Marc-Uwe Maria eine Wette vor: Wenn er es schafft, ihre Mutter Lisbeth – eine überzeugte Klimawandelleugnerin und aufstrebende Verschwörungstheoretikerin – wieder zurechtzurücken, muss Maria mit ihm in Paris Essen gehen; andernfalls bekommt sie seine mit einem alten Mietvertrag ausgestattete Wohnung. Da Maria einwilligt, machen sich Marc-Uwe und das Känguru auf den Weg nach Köpenick, wo Lisbeth vor ihren Anhängern einen Vortrag über den Klimawandel hält.
Zwar ziehen beide durch ihre Bemerkungen den Unmut der anwesenden Zuhörer auf sich, können Lisbeth durch ihre Hartnäckigkeit aber von einem persönlichen Gespräch überzeugen. Bei einem gemeinsamen Essen wollen Marc-Uwe und das Känguru Lisbeth vor Augen führen, wie leicht man vermeintliche Beweise für die absurdesten Verschwörungstheorien finden könnte, und bringen Argumente für die Würfelförmigkeit der Erde vor. Lisbeth fühlt sich von den beiden vorgeführt und verlässt das Ambiente, was Marc-Uwe und das Känguru allerdings nicht zur Aufgabe bringt. Zurück in Kreuzberg müssen beide allerdings einen weiteren Rückschlag hinnehmen: Marias Ex-Freund Joe ist gerade aus einem nordkoreanischen Gefängnis freigekommen und möchte der Mutter seines Sohnes an ihrem Geburtstag einen Heiratsantrag machen, was Marc-Uwes Beziehungspläne durchkreuzt.
So unternehmen Marc-Uwe und das Känguru einen weiteren Versuch, mit Marias Mutter zu sprechen. Auf dem Weg in ihr Heimatdorf Hinterwalde treffen beide auf den Soldaten Krapotke. Marc-Uwe gibt sich als Hauptmann aus, so kann er ihn unter sein Kommando nehmen und als Draisinen-Antreiber benutzen. Lisbeth ist für ein weiteres Gespräch offen, gibt aber an, zur Verschwörungstheoretiker-Messe „CoCon“ nach Bielefeld zu müssen, wo sie eine Rede vor Szenestar Adam Krieger halten soll. Marc-Uwe und das Känguru dringen zu Lisbeth mit dem Argument durch, dass die Bekämpfung des Klimawandels selbst im Falle einer Erfindung überwiegend positive Effekte auf den Menschen habe, und dürfen Marias Mutter in der Folge auf die Messe begleiten.
Am Flughafen beschädigt das Känguru allerdings den Röntgenscanner, woraufhin Marc-Uwe und das Tier einem Richter vorgeführt werden. Dieser will die beiden wegen allerlei Delikten ins Gefängnis stecken, doch der überraschend erscheinende Joe kann die Freilassung der beiden aushandeln. Marc-Uwe und das Känguru wollen nun mit Joes Auto bis nach Bielefeld fahren, doch durch den Konsum von Haschkeksen verursacht der Kleinkünstler unweit des Zielortes einen Unfall mit dem Wagen von Lisbeth. In der Folge macht sich das Trio zu Fuß auf den Weg zur Messe, kommt durch eine Nachstellung der Varusschlacht und erreicht schließlich die CoCon.
Auf der Messe entdeckt Lisbeth die Verschwörungstheoretiker Heinz und Tina, die tatsächlich die Argumentation von Marc-Uwe und dem Känguru für die Würfelförmigkeit der Erde übernommen haben. Auch der anwesende Adam Krieger kann ihren emporkommenden Sinneswandel nicht mehr verhindern, als Marc-Uwe und das Känguru von den Messebesuchern gelyncht werden sollen und Lisbeth sich auf deren Seite stellt. Der Nazi Walter Feldmann, der an eine Jahrhunderte alte Känguru-Verschwörung glaubt, möchte das Tier umbringen, doch Lisbeth kann ein alles entscheidendes Schnick-Schnack-Schnuck-Duell aushandeln. Zwar verlieren die drei haushoch, treten aber die Flucht an und können ihre Verfolger durch deren Angst vor Chemtrails fernhalten. Adam Krieger bezichtigt seine eigenen Anhänger der Dummheit und wird letztendlich vom Känguru niedergeboxt.
Maria lädt Marc-Uwe aufgrund der gewonnenen Wette zu einem Essen nach Paris ein, heiratet schlussendlich allerdings Joe.
In der Post-Credit-Szene sagt Marc-Uwe noch Krapotke, dass er mit Liegestütze aufhören kann.

## Produktion

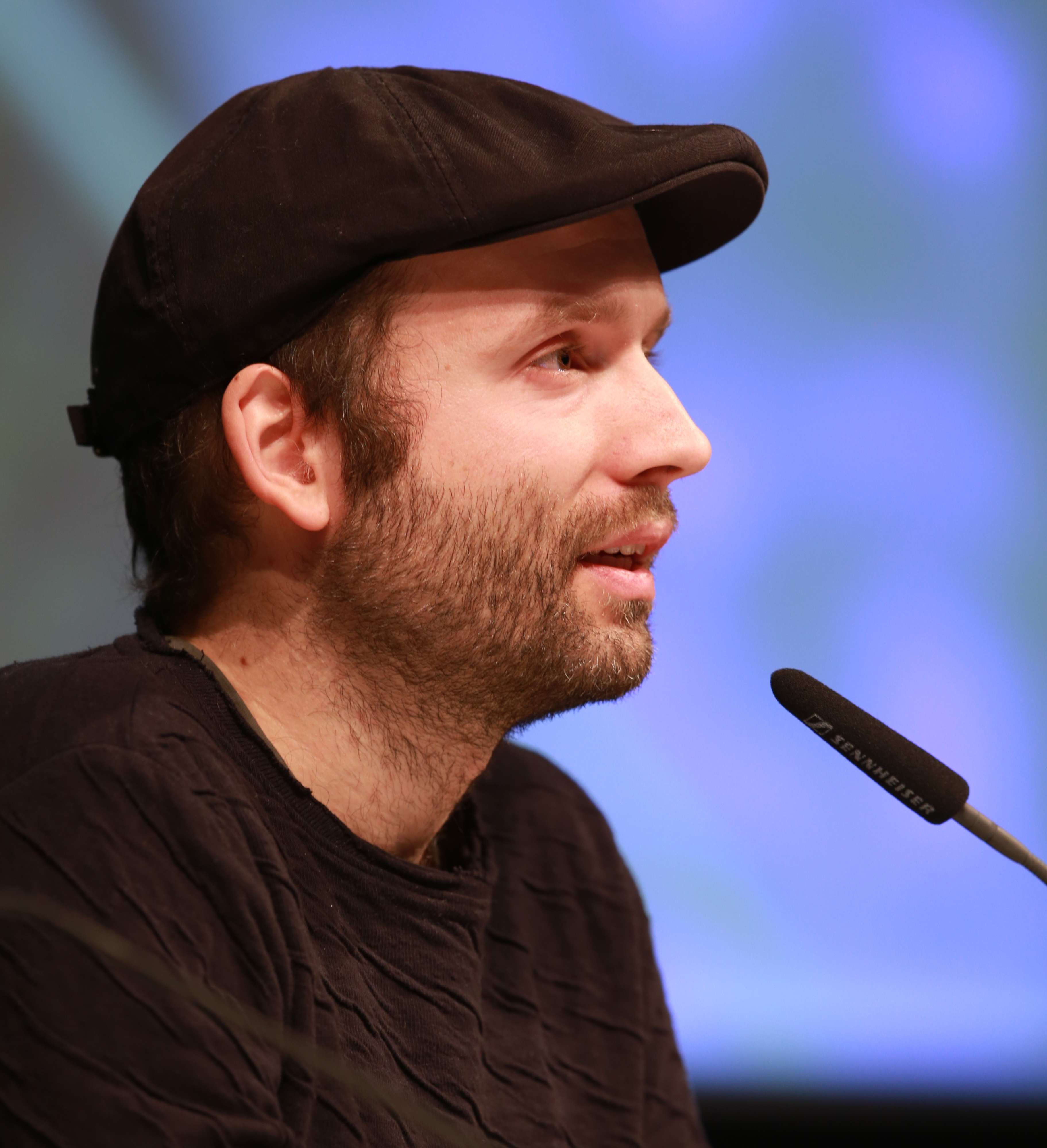
Autor Marc-Uwe Kling feierte mit dem Film sein Regiedebüt.

Nachdem Die Känguru-Chroniken mit mehr als 815.000 Kinobesuchern den zehnten Platz der erfolgreichsten Filme des Jahres 2020 in Deutschland belegen konnte und für X Verleih der erfolgreichste Kinostart seit Good Bye, Lenin! war, wurde im Dezember 2020 die Produktion einer Fortsetzung mit dem Titel Die Känguru-Verschwörung bekannt. Genau wie beim Vorgängerfilm handelt es sich dabei nicht um eine direkte Adaption der Buchreihe Die Känguru-Chroniken, sondern um eine originäre Geschichte der Drehbuchautoren Marc-Uwe Kling und Jan Cronauer. Kling führte zusätzlich zusammen mit Alexander Berner auch Regie. Die von X Filme Creative Pool produzierte Filmkomödie erhielt unter anderem vom Deutschen Filmförderfonds, der Filmförderungsanstalt, der FilmFernsehFonds Bayern, der Medienboard Berlin-Brandenburg und der Mitteldeutschen Medienförderung eine finanzielle Unterstützung von über 6 Millionen Euro.
Mit Beginn der Dreharbeiten wurde die Rückkehr der Darsteller Marc-Uwe Kling, Volker Zack, Dimitrij Schaad, Rosalie Thomass, Tim Seyfi, Adnan Maral, Carmen-Maja Antoni, Oskar Strohecker und Daniel Zillmann bekannt. Gleichzeitig wurde die Besetzung durch Petra Kleinert, Michael Ostrowski, Benno Fürmann, Melanie Straub und Nils Hohenhövel erweitert.
Die Dreharbeiten mit Kameramann Markus Nestroy erfolgten vom 29. April bis zum 22. Juni 2021 in Berlin, Brandenburg und Bitterfeld. Zu den Drehorten in Brandenburg zählten unter anderem Saarmund und Potsdam. Wie im Vorgängerfilm wurde das Känguru von Marc-Uwe Kling selbst gesprochen, während Volker Zack das Tier am Filmset mittels Motion Capture verkörperte. Die anschließende Animation übernahm abermals das deutsche VFX-Studio Trixter.
Ein erstes Poster zum Film wurde am 16. Mai 2022 veröffentlicht; ein Trailer folgte zwei Tage später. Die Känguru-Verschwörung feierte am 17. August seine Weltpremiere im Berliner Zoo Palast und kam am 25. August 2022 in die deutschen Kinos. Bereits Mitte des Monats erschien ein von TunerMaxx Media entwickeltes Spiel zum Film.

## Rezeption

### Altersfreigabe
In Deutschland erhielt Die Känguru-Verschwörung von der FSK eine Freigabe ab 6 Jahren. In der Freigabebegründung heißt es, die überdrehte Geschichte mit zeit- und gesellschaftskritischen Anklängen sei episodisch und mit viel Wortwitz und Slapstick-Elementen erzählt. Dabei rekurriere die Inszenierung immer wieder auch auf Genrestile, etwa des Musikvideos oder des Horrorfilms. Einzelne gruselige und bedrohliche Passagen könnten zwar kleinere Kinder emotional überfordern, doch bereits 6-Jährige seien in der Lage, diese Szenen durch ausgleichende ruhige Passagen zu verarbeiten.

### Kritiken
Überwiegend positiv steht Josef Grübl von der Süddeutschen Zeitung dem Film gegenüber. Die Känguru-Verschwörung sei wie ein Best-of des Känguru-Universums, liefere Gags im Minutentakt und besitze eine für deutsche Komödien ungewöhnliche politische Aktualität. Auch wenn die Fortsetzung die Einführung des Pinguins aus der Post-Credit-Szene des Vorgängerfilms verwerfe, habe Die Känguru-Verschwörung viel Schönes und Bekanntes für Kenner der Textvorlage zu bieten. Auch die Erweiterung der Besetzung um Michael Ostrowski, dessen Figur Joe dem Känguru teilweise die Show stehle, sei eine Bereicherung. Als einzigen Kritikpunkt sieht Grübl hingegen die Tätigkeit von Marc-Uwe Kling als Regisseur, der zwar „unglaubliche viele Ideen“ habe und dabei „Slapstick mit Sitcom-Humor, Sprachakrobatik mit Social-Media-Kritik“ vereine, allerdings durch die Erzählung rase und so seine Figuren vergesse. So kommt Grübl zu dem Fazit, dass Die Känguru-Verschwörung als Sketchanreihung nur bedingt als Kinofilm funktioniere.
Ein durchwachsenes Fazit zieht Manfred Riepe von epd Film, für den es begrüßenswert sei, dass Die Känguru-Verschwörung ein potentiell gesellschaftsspaltendes Thema aufgreife, die filmische Umsetzung allerdings plump und uninspiriert wäre. Die Fortsetzung sei in jenen Momenten am besten, in denen Regisseur Marc-Uwe Kling mit Wortwitz und rhetorischem Dauerfeuer Verschwörungstheoretikern und Reichsbürgern gegenübertrete, doch dies allein reiche nicht für einen Kinofilm aus. Stattdessen unterscheide sich Die Känguru-Verschwörung optisch kaum von Schweighöfer-Komödien und überzeichne die Querdenker, die zentrale Liebesgeschichte besitze keinerlei Liebreiz und Dekor sowie Schauplätze würden fast steril wirken. Positiv hebt Riepe die visuelle Umsetzung des Kängurus und dessen Interaktion mit der realen Welt hervor, doch im Vergleich zum spätpubertierenden Ted wirke das Tier auf Dauer ermüdend.
Rosa Schmidt-Vierthaler kritisiert in ihrer Filmkritik für Die Presse, dass das Känguru im Film fast schon normal wirke und kaum noch seine kommunistischen Züge aus der Vorlage aufweise. Die Känguru-Verschwörung übe dabei weniger elaborierte System-, als vielmehr weichere Gesellschaftskritik, bei der zwar einige Sequenzen durchaus gelungen und witzig seien, sich mit Verschwörungstheoretikern seitens der Filmemacher aber auch ein denkbar leichtes Ziel für den Spott ausgesucht wurde. So vermisse Schmidt-Vierthaler als Zuschauerin das „prononciert Politische an dem so ungewöhnlichen Tier“, was hingegen insbesondere der jüngeren Zielgruppe entgegenkommen dürfte.
Zu einem vernichtenden Urteil gelangt Michael Ranze vom Filmdienst, für den es der Känguru-Verschwörung im Vergleich zum Vorgängerfilm an satirischer Schärfe fehle. Verschwörungstheoretiker als Ziel von Gags würden sich durch die sowieso schon vorhandene Dauerpräsenz in den deutschen Medien belanglos anfühlen, die Abarbeitung an ihnen sei weitestgehend erkenntnislos. Daneben fehle es dem Film an einem dramaturgischen Bogen und originellen Witzen; einziger Höhepunkt sei eine Szene bei der Sicherheitskontrolle am Flughafen. Auch ständige Selbstreferenzen würden der filmische Inszenierung von Kling im Wege stehen, wodurch Ranze zu dem Fazit kommt, dass der Vorgängerfilm frecher und origineller gewesen sei.

### Besucherzahlen
Am Startwochenende konnte Die Känguru-Verschwörung mit rund 170.000 verkauften Eintrittskarten den zweiten Platz der deutschen Kino-Charts belegen. Insgesamt verzeichnete der Film in Deutschland 532.209 Kinobesucher, durch die er rund 4,61 Millionen US-Dollar einspielen konnte.